# Isla de Salamanca
Isla de Salamanca är en ö i Colombia.   Den ligger i departementet Magdalena, i den norra delen av landet, 700 km norr om huvudstaden Bogotá.